# 미나미쇼나이촌 (오이타현)
미나미쇼나이촌(南庄内村)은 오이타현, 오이타군에 있던 촌이다. 현재의 유후시의 일부에 해당한다.